# Vincenzo Pace (sportivo)
Vincenzo Pace (Agrigento, 12 febbraio 1992) è un pallamanista italiano, terzino sinistro della Pallamano Girgenti.

## Caratteristiche tecniche
Terzino sinistro forte fisicamente, dotato di buona tecnica e tiro anche grazie alla sua altezza di 195 cm.

## Carriera

### Club

#### Pallamano Girgenti, Pallamano Parma e Il Giovinetto Petrosino
Inizia l'attività nel 2005 con le formazioni giovanili Under 15 della Pallamano Girgenti, dove muove i primi passi e inizia a formare le sue doti come giocatore. L'anno successivo entra stabilmente nel giro della prima squadra, militante in Serie A2, e riceve dal Panathlon Club di Agrigento il “Premio Promesse 2007 Pallamano”, in riconoscimento delle sue capacità, del suo impegno e delle potenzialità per una futura carriera ad alti livelli.
Nel 2008 partecipa alla Partille Cup di Göteborg, uno dei tornei giovanili più prestigiosi d'Europa, con la squadra Under 18 della Pallamano Girgenti. L'anno successivo, nel 2009, prende parte al torneo “Festa Major” di Saint Esteve Sesrovires (Barcellona), dal 24 al 29 luglio, dove si mette in luce per le sue doti realizzative.
Nella stagione 2011-2012 milita in Serie A2 con la Pallamano Parma, dove fornisce un importante contributo per il raggiungimento degli obiettivi stagionali. La sua esperienza a Parma si rivela fondamentale per aumentare il suo bagaglio tecnico e consolidare il suo ruolo in campo, divenendo, dopo un periodo di adattamento iniziale, un giocatore importante per la sua squadra.
Nella stagione 2016-2017 partecipa al campionato di Serie B conquistando il primo posto in classifica con la sua squadra. A fine anno, oltre a centrare la promozione in Serie A2, si aggiudica anche il titolo di capocannoniere del torneo, a conferma delle sue doti realizzative e del suo importante contributo per il risultato finale.
Nella stagione 2020-2021, dopo un periodo di pausa, torna alla Pallamano Girgenti per disputare il campionato di Serie B. A gennaio 2021 vince la Coppa Sicilia SERIMAT e si aggiudica il premio come "MVP Miglior Realizzatore del Torneo", con ben 26 reti all'attivo. La sua performance si rivela determinante per il percorso della squadra in quella stagione.
Nella stagione 2021-2022 passa a Il Giovinetto Petrosino, team militante nel girone C di Serie A2. Grazie al suo contributo, la squadra raggiunge l’obiettivo salvezza con tre giornate d’anticipo, nonostante le difficili sfide affrontate dal team.
Nella stagione 2024-2025 fa ritorno alla Pallamano Girgenti per disputare il campionato di Serie B. La squadra conclude il torneo al primo posto a pari punti, ma scivola in seconda posizione a causa della sfavorevole differenza reti, confermando comunque l'importanza del suo contributo all'interno del team. A febbraio, con la Pallamano Girgenti, partecipa alla Coppa Sicilia, dove raggiunge la finale dopo aver superato la semifinale, per poi uscire sconfitta nell'ultimo atto della manifestazione.

### Rappresentativa Siciliana e Nazionale Italiana
Partecipa con la Rappresentativa Siciliana di Pallamano al “Trofeo delle Isole 2008 – Jeux des Iles”, svoltosi a Guadalupa dal 21 maggio al 3 giugno 2008. Durante questa manifestazione, che riunisce le principali formazioni giovanili delle isole del Mediterraneo, si mette in luce per le sue doti fisiche, per l'agonismo in campo e per le capacità realizzative, contribuendo in modo determinante alle prestazioni della squadra.
Nello stesso anno riceve la sua prima convocazione in Nazionale Allievi, a conferma delle sue potenzialità come uno dei prospetti più interessanti del panorama pallamanistico italiano. La chiamata in maglia azzurra segna l'inizio del suo percorso a livello internazionale, che prosegue nel 2009 con la convocazione per la Coppa Latina — torneo internazionale che si tiene dal 6 al 10 Aprile a Lagoa, in Portogallo — dove ha l'opportunità di confrontarsi con le principali formazioni europee di categoria, affrontando Spagna, Portogallo e Francia.
Nel 2010 è nuovamente convocato dalla Nazionale Allievi per le Qualificazioni agli Europei, che si disputano a Wągrowiec, in Polonia, nel maggio dello stesso anno. In quella manifestazione, l'Italia è inserita in un girone di ferro, dove affronta Polonia, Croazia, Italia e Finlandia. Nonostante le difficili sfide, l'esperienza si rivela fondamentale per aumentare il bagaglio tecnico, tattico e mentale del giocatore, che torna dal torneo con una maturità sportiva che sarà importante per il prosieguo della sua carriera.